# Alistra astrolomae
Alistra astrolomae is een spinnensoort in de taxonomische indeling van de kamstaartjes (Hahniidae).
Het dier behoort tot het geslacht Alistra. De wetenschappelijke naam van de soort werd voor het eerst geldig gepubliceerd in 1948 door Vernon Victor Hickman.